# Soyouz 26
Soyouz 26 est une mission du programme Soyouz ayant eu lieu entre décembre 1977 et janvier 1978.
Elle marque la première mission d'occupation d'une station spatiale russe entièrement réussie avec retour sain et sauf de l'équipage (la première historique mais tragique fut Soyouz 11).
Le 19 décembre, Gretchko a accompli une sortie extravéhiculaire pour inspecter le port d'arrimage de la station Saliout 6, plus ou moins endommagé le 11 octobre par l'équipage de Soyouz 25. Romanenko l'assiste, sortant lui-même le torse hors de la station. Cette sortie est la première réalisée par des Soviétiques depuis presque neuf ans (mission Soyouz 4 et 5, janvier 1969)
Soyouz 27 rejoint la station Saliout 6 le lendemain et les deux équipages échangent leurs vaisseaux. L'équipage qui redescend avec Soyouz 26 est celui de Soyouz 27.

## Équipage
Les nombres entre parenthèses indiquent le nombre de vols spatiaux effectués par chaque individu jusqu'à cette mission incluse.
Décollage :
- Yuri Romanenko (1)
- Georgi Grechko (2)

Atterrissage :
- Vladimir Dzhanibekov (1)
- Oleg Makarov (3)

Remplaçants :
- Vladimir Kovalionok (1)
- Alexandre Ivantchenkov (0)

## Paramètres de la mission
- Masse : 6 800 kg
- Périgée : 193 km
- Apogée : 246 km
- Inclinaison : 51.65°
- Période : 88.67 minutes